# 内陸工業団地

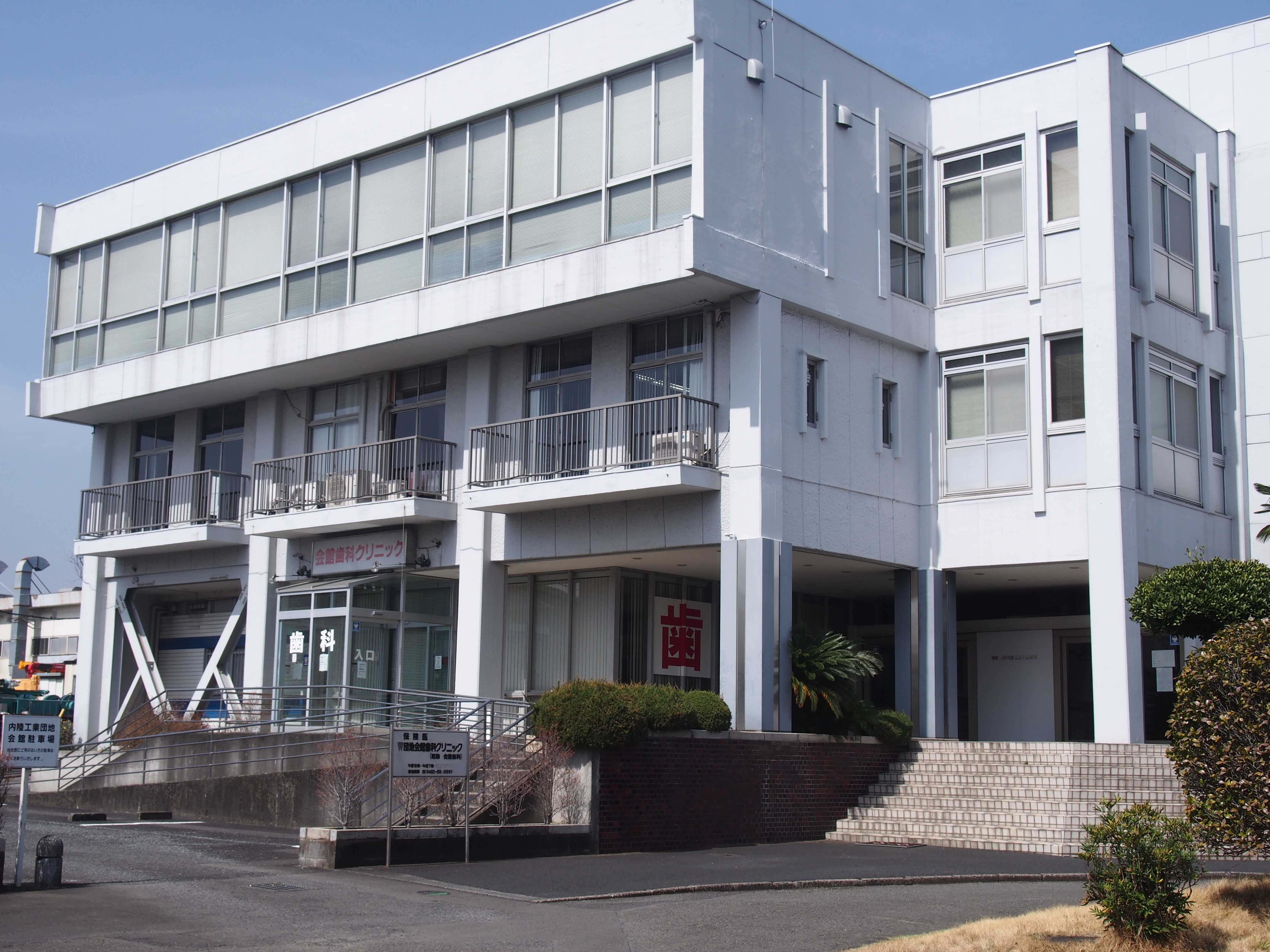
内陸工業団地内にある内陸工業団地会館

内陸工業団地は神奈川県厚木市および愛甲郡愛川町に所在する工業団地である。

## 概要
神奈川県厚木市上依知、愛甲郡愛川町中津の2行政区域にまたがり、東側が相模原市南区、北側を相模原市中央区に接し、西は中津川に臨み、南は国道129号が通じている。
当地区はもともと中津台地一面の桑畑を1941年2月、旧日本軍の相模陸軍飛行場（中津飛行場）として開発した土地であった。終戦後、開拓農地として分割され、土地改良事業が実施された後、開拓農地としての制限解除とともに工業団地造成の機運が高まり、1966年に土地造成事業が完了した。以降、多くの企業が進出している。
2013年3月、近接地に圏央道の相模原愛川インターチェンジが開設され、海老名ジャンクションを通じて東名高速道路と接続。2014年6月には相模原愛川ICと高尾山ICの間が開通し、中央・関越・東北道へ接続、物流基地としての重要性が高まっている。

## 敷地概要
- 総面積　234万7,119㎡
- 公共用地　33万9,694㎡ （公園、歩道、車道、排水路等）
- 分譲用地　200万7,425㎡

## 立地企業・組合等
- 神奈川県内陸工業団地協同組合
- 亜東商事（本社）
- ダイアボンド工業（厚木工場）
- メルク（厚木事業所）
- 大野建設（本社）
- 大野土建（愛川支店）
- 白石建設（神奈川営業所、厚木機材センター）
- 大崎（首都圏第一支店）
- 大崎金属
- イセトー（厚木工場、情報処理センター）
- オカダ工業
- フォーム化成（本社・工場）
- 電気興業（厚木工場A地区、厚木工場B地区）
- 日本通運
- 中野倉庫運輸
- 第一貨物
- エス・ブイ・シー東京
- 関東礦油（セルフ中津）
- トヨタサービスセンター神奈川
- 横浜トヨペット
- トヨタ部品神奈川共販
- 西松建設
- 西神通商
- ニチリン
- ヤマト運輸（厚木ゲートウェイ）
- 北相貨物自動車協同組合
- 日本フルハーフ（本社、厚木工場、中津工場、上依知工場）
- フルハーフサービス（本社）
- 日本発条
- AGC（相模工場）
- 旭平硝子加工
- 中田
- 日本チャールスリバー
- 中津交通
- 鴻池運輸
- ギオン
- 日本ロジスティックス
- 日興産業
- シンクスコーポレーション
- サンエース
- りそな銀行（愛川出張所・無人ATM）
- トッパンテクノ
- 水道機工
- 大和ハウス工業
- デザインアーク
- トワード（トワードセントラル）
- ダイセル物流
- 東京スチールセンター
- エイボンプロダクツ
- 牧野フライス製作所（厚木事業所、EDM事業部）
- 牧野フライス精機（本社、本社営業部、厚木営業所、アフターサービス部）
- 牧野フライス技研
- 岩井機械工業（厚木工場、厚木第二工場）
- ナガタコーギョー
- 東京電力
- 国土開発工業
- 日本国土開発
- アクティオ
- アズフィット
- ニチベイ
- パルシステム生活協同組合連合会
- サスコ
- ネグロス電工
- オーリート・ワン
- トールエクスプレスジャパン
- 髙山ジャパン
- ESR
- 西濃運輸
- 大器機械
- グッドマンジャパン
- ラッシュジャパン
- ユニカフェ
- 丸協運輸
- JFEエンジニアリング
- JFE鋼材
- KYB
- スーパーレックス
- 花王
- 花王ロジスティックス
- 吉野石膏
- 関電工
- 大久保歯車工業（本社厚木第一工場、厚木第二工場）
- 朝日機材
- 久保機工
- ナカキンリース
- マルネン
- ナルミヤ
- DNPエリオ
- 日本酒類販売
- 飛鳥井不動産
- コンチネンタル
- ヤマト科学
- 富田電機製作所
- フレアーナガオ
- 北斗電工
- コンポー
- ケンコーマヨネーズ
- ニッキ
- 三和流通産業
- 堀硝子
- 富士エコー
- エコートレーディング
- 由利ロール機械
- イクヨ
- シンテクノ
- 内陸工業ガス
- 渥美運輸
- 小木曽製作所
- 多摩運送
- ケイビーマシンニング
- 日本通信機
- 日本ハードメタル
- 赤羽金属製作所
- 三菱ふそうトラック・バス
- 関東コイルセンター
- トーモク（厚木工場）
- トーウンサービス（南関東事業部）
- 佐川印刷（厚木工場、厚木第2工場）
- 内田製作所
- 日本盛
- 日本クッカリー
- 山村倉庫
- カネ美食品（横浜工場）
- 昭和（関東事業部 厚木営業所、厚木配送センター）
- 進和製罐
- 朝くら
- UDトラックスジャパン（相模原）
- オーネックス（本社、厚木工場）
- 鉱研工業
- 富士ファニチア
- テーオーシー
- 星製薬（厚木工場）
- テーオーリネンサプライ（厚木工場）
- 厚木玄林堂
- 大東ペイント
- 湘南シンセイ
- オリックス自動車（厚木オートプラザ）
- 厚木ロジスティック特定目的会社
- 厚木２ロジスティック特定目的会社
- 日本郵便 厚木上依知郵便局
- ゆうちょ銀行
- 一般社団法人 神奈川県自動車会議所
- 一般財団法人 日本空調冷凍研究所
- 神奈川県内陸工業団地会館

## 公共施設・公的機関
- 自動車税管理事務所 相模駐在事務所
- 関東運輸局 神奈川運輸支局 相模自動車検査登録事務所
- 神奈川県警察 厚木警察署 工業団地交番

## ギャラリー

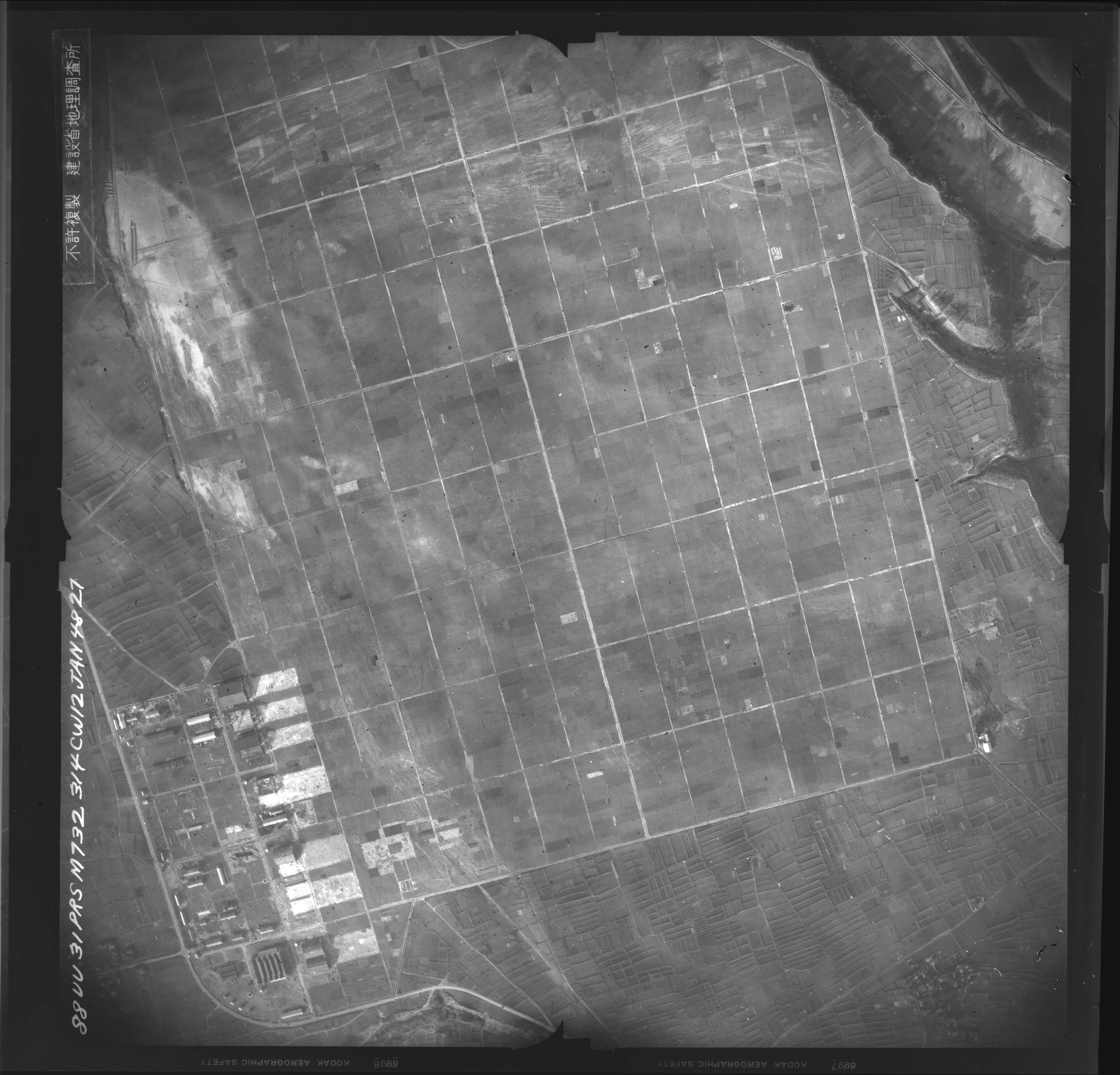
1948年撮影の造成前の内陸工業団地。国土交通省 国土地理院 地図・空中写真閲覧サービスの空中写真を基に作成
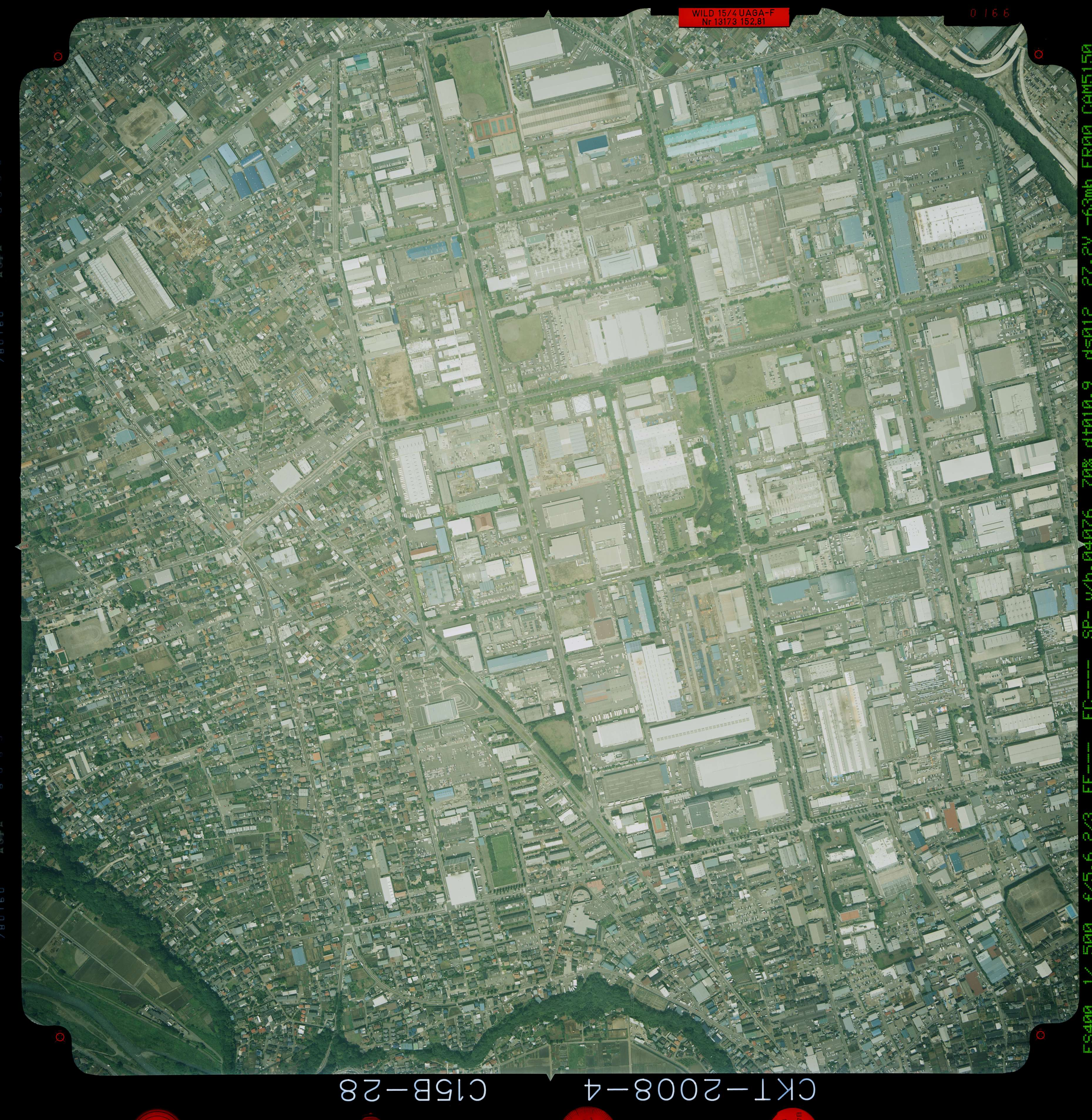
2008年撮影の現在の内陸工業団地。国土交通省 国土地理院 地図・空中写真閲覧サービスの空中写真を基に作成
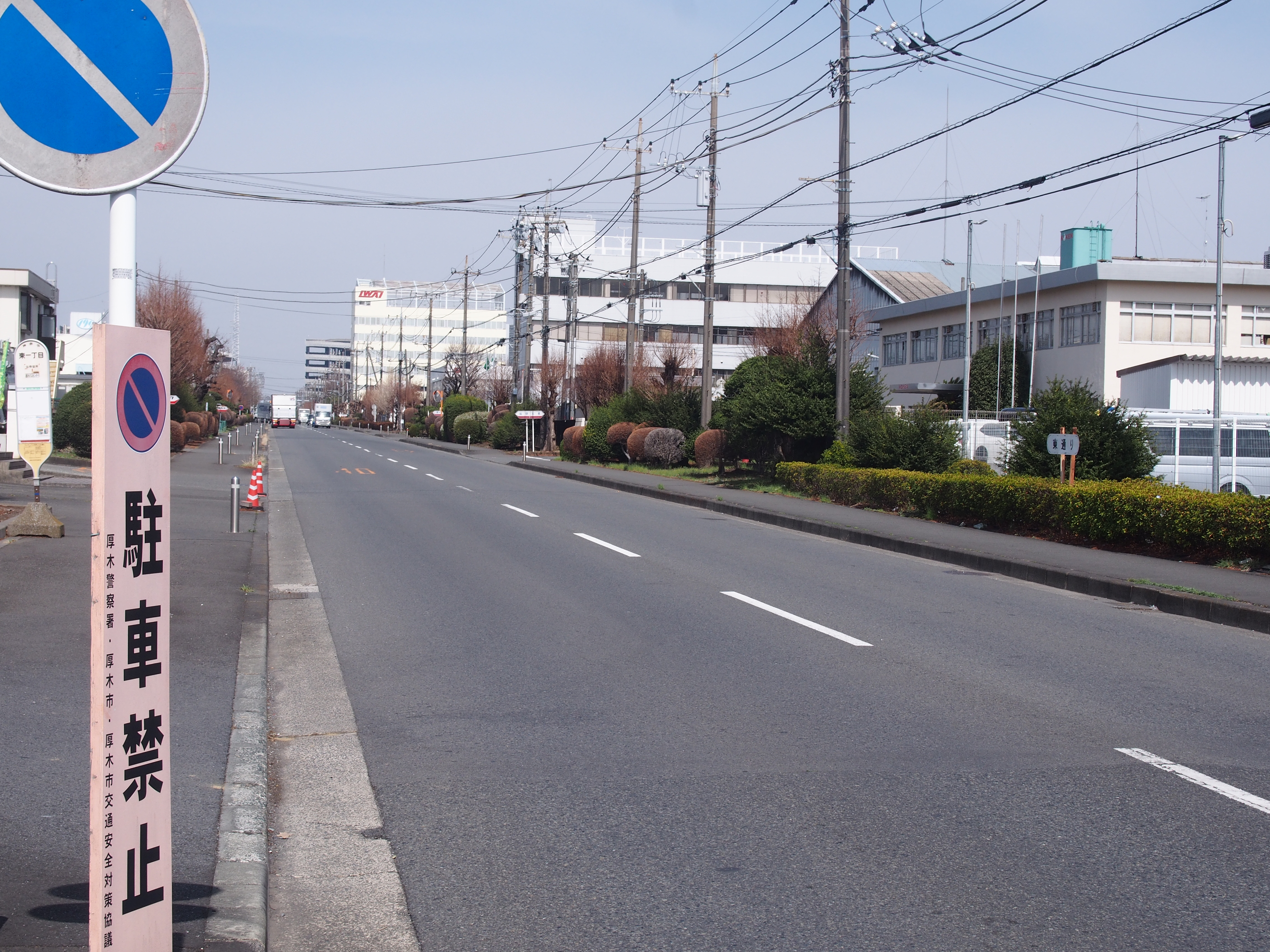
2022年の団地の様子

## アクセス

### バス 利用
- 神奈川中央交通バスにて 
  - 本厚木駅・厚木バスセンター発
    - 厚61 春日台団地 行
    - 厚62 内陸工業団地循環
    - 厚63 春日台団地経由 愛川バスセンター 行

- - 海老名駅西口発
    - 海01 内陸工業団地経由 愛川バスセンター 行
    - 海02 内陸工業団地・諏訪西・上大塚 経由 愛川バスセンター 行

### 車 利用
- 圏央道
  - 相模原愛川インターチェンジより 国道129号経由　南方 約2.5km
  - 圏央厚木インターチェンジより 国道129号経由　北方 約8km
- 東名高速道路 厚木IC より 
  - 国道129号経由　北方 約10km